# Pinnye, Győr-Moson-Sopron
Pinnye  este un sat în districtul Sopron, județul Győr-Moson-Sopron, Ungaria, având o populație de 334 de locuitori (2011). 

## Demografie
Componența etnică a satului Pinnye
     Maghiari (96,81%)
     Germani (3,19%)
Componența confesională a satului Pinnye
     Romano-catolici (62,87%)
     Fără religie (2,69%)
     Reformați (1,5%)
     Necunoscută (32,93%)
Conform recensământului din 2011, satul Pinnye avea 334 de locuitori. Din punct de vedere etnic, majoritatea locuitorilor (96,81%) erau maghiari, cu o minoritate de germani (3,19%).  Din punct de vedere confesional, majoritatea locuitorilor (62,87%) erau romano-catolici, existând și minorități de persoane fără religie (2,69%) și reformați (1,5%). Pentru 32,93% din locuitori nu este cunoscută apartenența confesională.